# Jungtal
Das Jungtal ist ein Hochtal in den Walliser Alpen oberhalb St. Niklaus Dorf. Das Hochtal wird von Zwei- und Dreitausendern umrahmt und öffnet sich auf der Nordostseite gegen das Mattertal. Es kann zu Fuss über den Junger- und den Jungtalweg – Alpenblumenweg erreicht werden. Das Jungtal ist sowohl im Sommer als auch im Winter ein lohnendes Ausflugsziel.

## Geografie

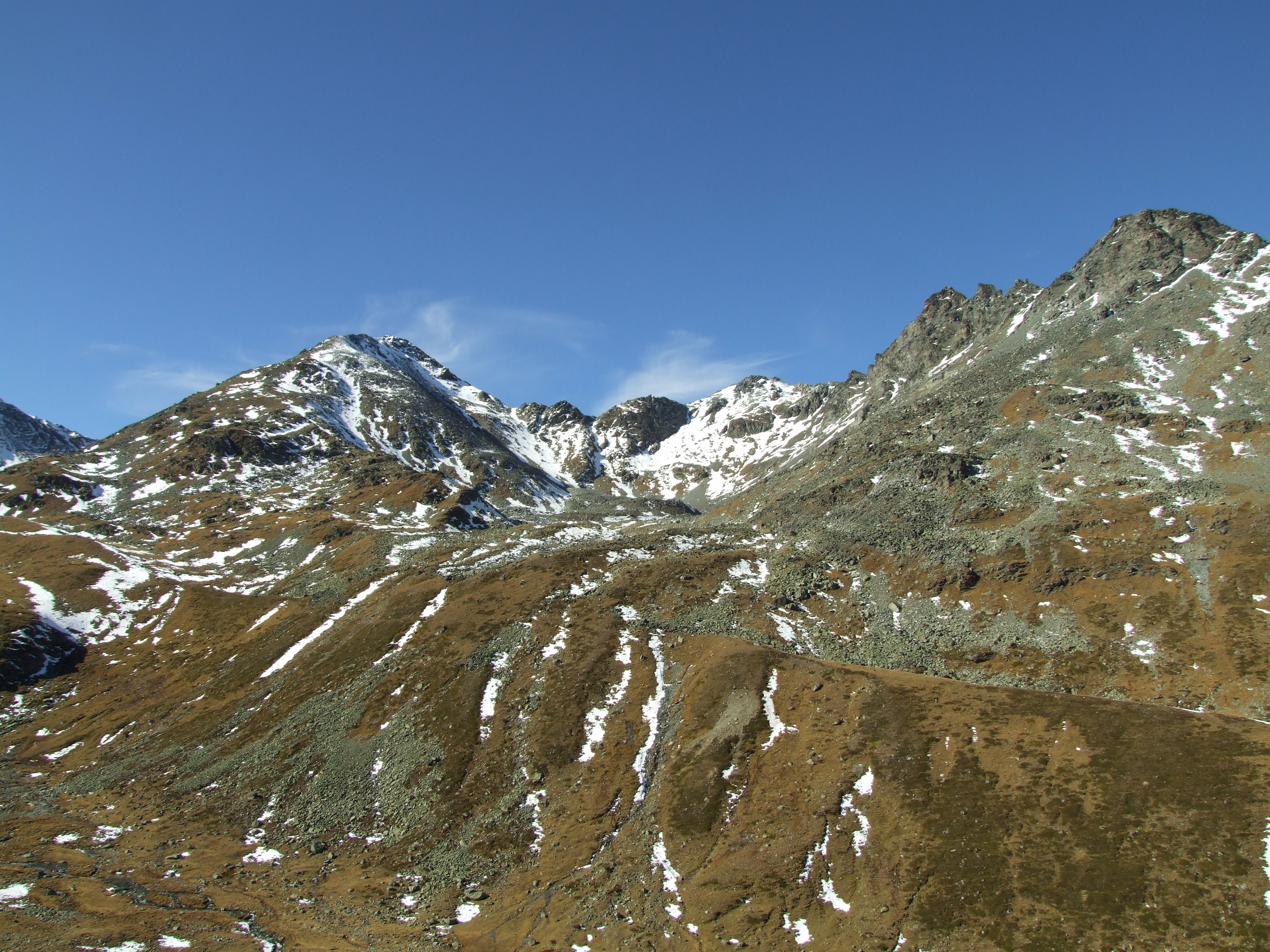
Das Jungtal mit (von links) Wyssegga, Wyssegglicke und Steitalhorn.

Das Jungtal erstreckt sich von den Stallungen der Alp Jungtal, die auf 2387 m liegen, über 4 Kilometer Richtung Südwesten bis zum Brändjihorn mit einer Höhe von 3308 m. Vom tiefsten Punkt auf 2339,4 m erhebt sich das Jungtal bis auf 3343 m bis zum höchsten Punkt über dem Tal, dem Wasuhorn, das östlich vom Brändjihorn zu finden ist. Durch das Hochtal verläuft der Jungbach, der vom Junggletscher gespeist wird und der sich am Ende des Jungtals 1'272 Höhenmeter über die steil abfallende linke Felswand des Mattertals nördlich von St. Niklaus Dorf in die Mattervispa stürzt.
Das Jungtaljoch (3220 m), das nördlich vom Brändjihorn und oberhalb des Junggletschers liegt, und der Jungpass (2990 m), der nördlich vom Rothorn (3278 m) zu finden ist, das sich wiederum nördlich vom Jungtaljoch befindet, verbinden in westlicher Richtung das hintere Jungtal mit dem hinteren Turtmanntal.

## Jungtalalp
Die Jungtalalp bzw. deren Alphütte und Stallungen, die sich eingangs des Jungtals auf einer Höhe von 2387 m befinden, sowie deren Weideflächen werden im Hochsommer im Monat August genutzt.
Die Bewirtschaftung des Tals wir immer schwieriger da sich der nördlich verlaufende Steintalgrad als gefährlicher Felssturz erwiesen hat. Seit 2017 sind mehr als 7000 m³ Gestein in das Jungtal gestürzt. Im Verlaufe des Winters 2020/2021 kam es zu einem Sturzereignis, bei welchem das Dach der Stallung durch eine 5 m³ Felsplatte beschädigt wurde.

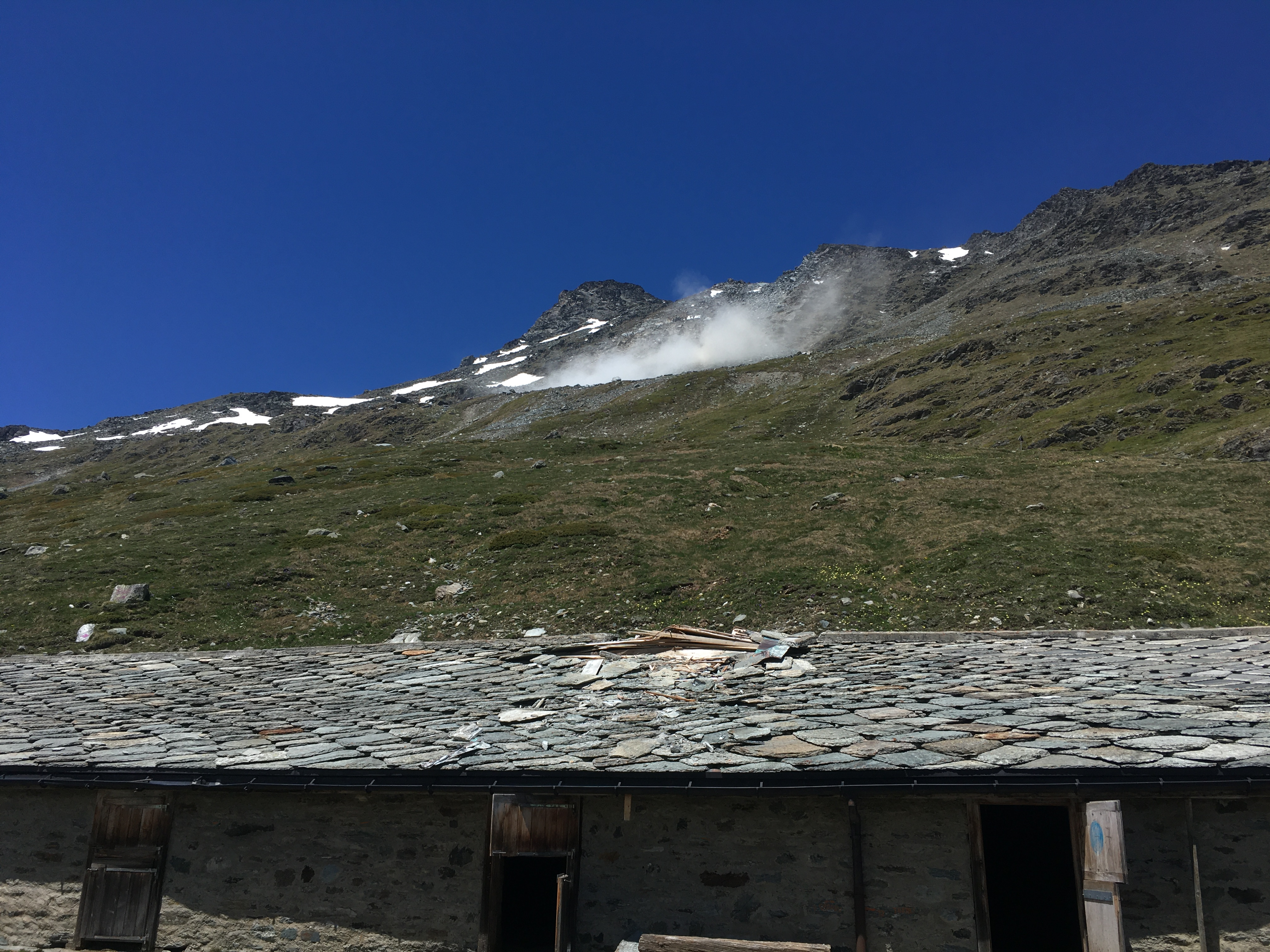
Das beschädigte Dach im Frühjahr 2021, mit dem Steintalgrat im Hintergrund.

## Weisshornweg
Der Weisshornweg verläuft an der linken Flanke des Jungtals und führt nordöstlich vom Wasuhorn über die Wasulicke in 3114 m ins Wasmutälli.

## «Wasserleite»  und Wanderungen
| «Wasserleite»              | Beschreibung | Anschlusshöhe                       | Endhöhe | Länge  | Schwierigkeit der Wanderung                                                                      | Weiteres |
| -------------------------- | --- | ----------------------------------- | ------- | ------ | ------------------------------------------------------------------------------------------------ | -------- |
| «Wasserleita» Obra         | Die «Wasserleita» Obra (Suonen) erstreckt sich vom Jungtal talauswärts Richtung Nordosten nach Jungen hin und speist den kleinen See des Rastplatzes Seewjinen in 1998 m ü. M., der sich unweit oberhalb der Endstation der Personenseilbahn St. Niklaus Dorf – Jungen befindet. Bei diesem Rastplatz finden sich auch Feuerstellen und Holztische mit Bänken. Zudem werden die Wasser der «Wasserleita» Obra landwirtschaftlich genutzt. | 2358 m, linke Seite des Jungbachs   | 1960 m  | 1,8 km | Der Wanderweg entlang der «Wasserleita» ist teils markiert und weist die Schwierigkeit T2 auf.   |          |
| «Wasserleita» Sparruwasser | Die «Wasserleita» Sparruwasser erstreckt sich vom Jungbach Richtung Südosten nach Sparren hin und ist zwecks landwirtschaftlicher Nutzung voll bewässert. | 2275 m, rechte Seite des Jungbaches | 1860 m  | 1,8 km | Der Wanderweg entlang der «Wasserleita» ist teils unmarkiert und weist die Schwierigkeit T3 auf. |          |